# Церковь Вознесения Девы Марии (Прозороки)
Костел Вознесения Пресвятой Девы Марии (бел. Касцёл Унебаўзяцця Найсвяцейшай Дзевы Марыі) — католический храм в агрогородке Прозороки (Витебская область, Белоруссия), расположенный на улице Аптечной, 3. Относится к Глубокскому деканату Витебского диоцеза. Памятник архитектуры неороманского стиля, построенный в 1899—1907 годах на месте более старого храма. Включён в Государственный список историко-культурных ценностей Республики Беларусь.

## История
Первый католический костёл в Прозороках был построен в 1698 году из дерева и освящён в честь Вознесения Девы Марии. Через некоторое время при нём был основан монастырь францисканцев, а костел стал монастырским. В начале XVIII века деревянный храм и монастырские постройки полностью сгорели. Новый храм был построен в 1721 году, в 1797 году был восстановлен и францисканский монастырь.
После Польского восстания 1830 года на территории современной Белоруссии властями был ликвидирован ряд католических монастырей, включая монастырь в Прозороках. После ликвидации монастыря храм стал обычным приходским.
В 1886 году настоятелем Прозорокского прихода Дисненского деканата был ксёндз Антоний Михаелис.
14 августа 1892 года сильнейший пожар в городке уничтожил храм и все католические постройки. В 1896 году было получено разрешение на строительство нового костёла.
12 августа 1899 года епископ Зверович освятил краеугольный камень под строение храма. Храм был выстроен из кирпича в неороманском стиле в 1899—1907 годах. Освящение состоялось 14 октября 1907 года.
В 1950 году церковь была закрыта, в здании устроено зернохранилище. В 1989 году храм был возвращён католикам, за этим последовал период годичной реставрации. В 1990 году храм был повторно освящён.

## Архитектура
Церковь Вознесения Пресвятой Девы Марии — трёхнефный храм с пятигранной апсидой и трёхгранными низкими ризницами по её бокам. Храм накрыт двускатной крышей с вальмами над алтарной частью. Фасад обрамляют две квадратные в плане башни, увенчанные шатровыми завершениями с крестами.